# Жуков, Анатолий Яковлевич
Анатолий Яковлевич Жуков (23 июня 1930, село Весело-Вознесеновка, Северо-Кавказский край — 10 мая 2015, Пенза) — российский офицер Военно-Морского Флота, моряк-подводник, участник ветеранского движения. Командир первой советской атомной подводной лодки К-3 («Ленинский комсомол») (1968—1972), командир советской торпедной атомной подводной лодки К-53 (1972—1973), начальник штаба 3-й дивизии подводных лодок Северного флота (1973—1974), капитан 1-го ранга (1971). Председатель Пензенского Морского Собрания (2009—2012).

## Биография

### Детство и юность
Родился в селе Весело-Вознесеновка Фёдоровского района, Таганрогского округа, Северо-Кавказского края (ныне — Неклиновского района Ростовской области).
Вырос в казачьем посёлке Кривая Коса под Мариуполем. Учился в средней школе в Мариуполе. В годы Великой Отечественной войны 1941—1945 годов ребёнком-школьником пережил немецкую оккупацию. Тогда же, по его собственным воспоминаниям принял решение стать военным моряком. В 1941 году в оккупированном Мариуполе он стал свидетелем сцены, когда немецкие солдаты вели на расстрел группу моряков-краснофлотцев (данная демонстративная акция была призвана подавить сопротивление у населения оккупированной территории). Мужество моряков произвело на него, подростка, большое впечатление и предопределило его военно-морскую карьеру.

### Служба в ВМФ
После окончания средней школы в Мариуполе, поступил и в 1954 году окончил Высшее военно-морское училище имени П. С. Нахимова в Севастополе.
В течение тридцати лет, с 1954 по 1984 годы служил в Военно-Морском Флоте СССР: на надводных и подводных кораблях, а также в штабах Северного флота и Балтийского флота .
В 1954—1960 годах командовал батареей универсального калибра на крейсере «Александр Невский» Северного флота (артиллерийская батарея выполняла учебно-боевые стрельбы по надводным и воздушным целям), имел поощрения. После шести лет службы на крейсере, был направлен на курсы старших помощников командиров подводных лодок и продолжил службу в рядах ВМФ СССР на подводном флоте.
С ноября 1964 по август 1967 — старший помощник командира советской атомной подводной лодки К-52.
С 4 по 8 мая 1967 года подлодка К-52, находясь в высоких широтах (приполярных областях) принимала участие в обеспечении съёмок советских документальных фильмов «Народа верные сыны» (1968) и «Служу Советскому Союзу» (1968), которые создавались к 50-летию Вооружённых Сил СССР. В этих двух кинокартинах подлодка К-52 изображала подлодку К-3 во время многодневного похода последней на Северный полюс по водам Северного Ледовитого океана. По воспоминаниям Анатолия Жукова, в ходе данных киносъёмок подводникам нужно было не просто высадиться на льдину и по традиции водрузить на ней Государственный флаг СССР, но и сыграть в футбол на льдине после всплытия. До тех пор пока Жуков не принес футбольный мяч, многие члены экипажа считали предстоящий «ледовый матч» шуткой. Сначала играть в футбол подводникам было проблематично, так как дул порывистый ветер и мяч уносило со льдины, но к обеду погода стабилизировалась и члены экипажа сыграли показательный футбольный матч на льдине. Эта футбольная игра моряков-подводников на льдине в приполярье и вошла в документальный фильм «Народа верные сыны».
С августа 1967 года по июль 1968 года — командир войсковой части 49295 11-й флотилии Иоконьгской военно-морской базы Северного флота.
С июля 1968 года по январь 1972 года Анатолий Жуков командовал первой в Советском Союзе и третьей в мире атомной подводной лодкой К-3 «Ленинский комсомол». Экипаж АПЛ «Ленинский комсомол» А. Я. Жуков возглавил после трагических событий 1967 года: пожара в отсеках и гибели 39 человек (предыдущий командир субмарины капитан 2 ранга Юрий Федорович Степанов был списан на берег по состоянию здоровья, отравление угарным газом). В 1968 году под его командованием АПЛ «Ленинский комсомол» участвовала в тактических учениях Северного флота и Балтийского флота совместно с флотами стран Варшавского договора «Север» под руководством главнокомандующего ВМФ СССР Сергея Горшкова.
С января 1972 года по апрель 1973 года — командир советской торпедной атомной подводной лодки К-53.
С апреля 1973 года по ноябрь 1974 года — начальник штаба 3-й дивизии подводных лодок Северного флота, базирующейся в Западной Лице (Мурманская область).
В 1974—1975 годах — слушатель курсов Военно-морской академии в Ленинграде.
В 1975—1984 годах — служил на командных должностях на военно-морской базе в г. Лиепая (Латвийская ССР): начальник отделения в/ч 95447, начальник штаба в/ч 25119.
Анатолий Жуков был участником шести длительных боевых служб на многоцелевых атомных подводных лодках двух поколений в водах Северо-Западной Атлантики и Средиземного моря.

### Работа в ветеранском движении
С 1984 года — в запасе. После ухода из ВМФ сначала жил в Риге, работал на базе тралового флота, затем капитаном гидрометеорологического судна в Рижском порту. В 1997 году из-за неприязненного отношения латышей к русскоязычным согражданам переехал вместе с семьей в Пензу.
В г. Пензе провёл последние 18 лет жизни. Принимал участие в деятельности ветеранских организаций г. Пензы и Пензенской области. Был заместителем, первым заместителем председателя Региональной общественной организации «Пензенское Морское собрание», созданной в г. Пензе в 1998 году. С апреля 2009 года по ноябрь 2012 года — председатель Региональной общественной организации «Пензенское Морское собрание». С мая 2009 года по март 2013 года был членом Совета при губернаторе Пензенской области по делам ветеранов. Как председатель Пензенского Морского собрания активно занимался организацией работы по военно-патриотическому воспитанию молодежи, увековечению памяти военных моряков. В частности, по-инициативе Пензенского Морского собрания в 2010 году был реконструирован памятник на могиле участника боя крейсера «Варяг» с японской эскадрой в Чемульпо (1904) Ивана Егоровича Горелова в с. Канаевка Городищенского района Пензенской области. Как председатель Пензенского Морского собрания, Анатолий Жуков добился выделения этой ветеранской организации нового помещения в г. Пензе, в котором был организован музей ВМФ. В ноябре 2012 года покинул пост председателя Пензенского Морского собрания в связи с ухудшением здоровья.

### Смерть и прощание
Скончался 10 мая 2015 года в г. Пензе на 85-м году жизни.
В государственном некрологе, опубликованном властями Пензенской области, подчёркивалось, что деятельность А. Я. Жукова «способствовала росту престижа военно-морской службы и ветеранских организаций», а его самого всегда отличали «новаторство, инициатива и активность». Некролог был подписан губернатором Пензенской области Василием Бочкарёвым, председателем Законодательного Собрания Пензенской области Иваном Белозерцевым и другими официальными лицами.
Прощание с А. Я. Жуковым прошло 14 мая в Пензе, в ритуальном зале Городской клинической больницы скорой медицинской помощи имени Г. А. Захарьина. В этот же день Анатолий Жуков был с воинскими почестями похоронен на Новозападном кладбище г. Пензы.

## Награды
- орден Красной Звезды[4];
- медали;
- награды Пензенской области и города Пензы[4] (в том числе, памятный знак «За заслуги в развитии города Пензы», 2011 год[13]);
- награды ветеранских организаций.

## Увековечение памяти
После кончины А. Я. Жукова членами Пензенского Морского собрания была выдвинута идея увековечения его памяти. Данную инициативу поддержали региональные власти Пензенской области.
29 октября 2015 года губернатор Пензенской области Иван Белозерцев подписал распоряжение № 415-рП «О размещении мемориальной доски Жукову Анатолию Яковлевичу», согласно которому её предполагалось установить в г. Пензе на многоквартирном жилом доме по ул. Собинова, 5 (А. Я. Жуков проживал здесь с 1997 по 2015 годы).

Мемориальная доска А. Я. Жукову в Пензе, 2015 г. Скульптор В. Ю. Кузнецов

17 ноября 2015 года мемориальная доска А. Я. Жукову была торжественно открыта на жилом доме по улице Собинова, 5 в Пензе. В церемонии открытия приняли участие представители правительства Пензенской области, администрации города Пензы, Пензенского Морского собрания, областного и городского Советов ветеранов и учащиеся городских школ.
Мемориальная доска представляет собой барельеф с портретным изображением А. Я. Жукова и объемной шрифтовой надписью следующего содержания:

В ЭТОМ ДОМЕ В 1997—2015 ГГ. ЖИЛ ВЕТЕРАН ВОЕННО-МОРСКОГО ФЛОТА, КОМАНДИР ПЕРВОЙ СОВЕТСКОЙ АТОМНОЙ ПОДВОДНОЙ ЛОДКИ К-3 «ЛЕНИНСКИЙ КОМСОМОЛ», ПРЕДСЕДАТЕЛЬ ПЕНЗЕНСКОГО МОРСКОГО СОБРАНИЯ, КАПИТАН I РАНГА ЖУКОВ АНАТОЛИЙ ЯКОВЛЕВИЧ 1930—2015

Мемориальная доска выполнена Пензенским региональным отделением Союза художников России. Автором является скульптор, заслуженный художник Российской Федерации Валерий Кузнецов.

## Интересные факты
- Служивший под командованием А. Я. Жукова в 1971—1972 годах командиром дивизиона живучести электромеханической боевой части (БЧ-5) на К-3 «Ленинский комсомол» В. А. Перовский вспоминал, что суровую внешность Анатолия Жукова ему впоследствии напомнил кинематографический образ советского моряка, созданный Харрисоном Фордом («…командиром корабля на тот момент был капитан I ранга А. Я. Жуков. Американский актёр Харрисон Форд, сыгравший роль командира „К-19“ в голливудском фильме, как будто скопирован с внешне сурового Анатолия Яковлевича Жукова»)[21].